# 郭子光
郭子光（1932年12月—2015年5月17日），男，汉族，四川荣昌人，中国中医学家，成都中医药大学主任医师、教授，首届国医大师。